# Acacia lucens
Acacia lucens är en ärtväxtart som beskrevs av Wenceslas Bojer. Acacia lucens ingår i släktet akacior, och familjen ärtväxter. Inga underarter finns listade i Catalogue of Life.